# Olympische Sommerspiele 2020/Skateboard – Park (Frauen)
Der Skateboardwettbewerb der Frauen in der Disziplin Park bei den Olympischen Spielen 2020 in Tokio wurde am 4. August 2021 ausgetragen. Erstmals in der olympischen Geschichte wurden in dieser Disziplin Medaillen vergeben. Austragungsort der olympischen Premiere war der Ariake Urban Sports Park.

## Modus
Die 20 Athletinnen wurden in 4 Halbfinalläufe mit jeweils 5 Athletinnen eingeteilt. Dabei absolvierte jede drei Läufe à 45 Sekunden. Dabei wurde der beste Lauf als Wertung herangezogen. Die besten 8 Athletinnen qualifizierten sich für das Finale, wo ebenfalls aus drei Läufen, der beste als Resultat geführt wurde.

## Ergebnisse

### Halbfinale
| Rang | Lauf | Athletin            | Nation             | Lauf  | Lauf  | Lauf  | Anm. |
| Rang | Lauf | Athletin            | Nation             | 1     | 2     | 3     | Anm. |
| ---- | ---- | ------------------- | ------------------ | ----- | ----- | ----- | ---- |
| 1    | 4    | Misugu Okamoto      | Japan              | 54,31 | 55,59 | 58,51 | Q    |
| 2    | 3    | Sky Brown           | Großbritannien     | 55,26 | 57,40 | 40,03 | Q    |
| 3    | 2    | Kokona Hiraki       | Japan              | 49,44 | 52,46 | 6,06  | Q    |
| 4    | 1    | Sakura Yosozumi     | Japan              | 42,50 | 45,93 | 45,98 | Q    |
| 5    | 4    | Bryce Wettstein     | Vereinigte Staaten | 44,50 | 2,70  | 40,03 | Q    |
| 6    | 4    | Poppy Olsen         | Australien         | 44,03 | 38,04 | 34,37 | Q    |
| 7    | 3    | Yndiara Asp         | Brasilien          | 43,23 | 6,64  | 21,84 | Q    |
| 8    | 1    | Dora Varella        | Brasilien          | 31,53 | 41,59 | 13,86 | Q    |
| 9    | 1    | Lilly Stoephasius   | Deutschland        | 38,37 | 24,33 | 10,07 |      |
| 10   | 4    | Isadora Pacheco     | Brasilien          | 36,71 | 2,13  | 37,08 |      |
| 11   | 2    | Jordyn Barratt      | Vereinigte Staaten | 35,22 | 19,34 | 23,44 |      |
| 12   | 2    | Brighton Zeuner     | Vereinigte Staaten | 31,21 | 33,25 | 34,06 |      |
| 13   | 3    | Madeleine Larcheron | Frankreich         | 32,34 | 26,42 | 32,15 |      |
| 14   | 2    | Lizzie Armanto      | Finnland           | 24,26 | 22,76 | 30,01 |      |
| 15   | 4    | Zhang Xin           | China              | 23,25 | 23,03 | 28,16 |      |
| 16   | 3    | Julia Benedetti     | Spanien            | 27,76 | 27,50 | 22,31 |      |
| 17   | 3    | Amelia Brodka       | Polen              | 6,00  | 20,17 | 18,20 |      |
| 18   | 1    | Bombette Martin     | Großbritannien     | 14,40 | 16,21 | 14,31 |      |
| 19   | 1    | Josefina Tapia      | Chile              | 9,73  | 3,12  | 9,72  |      |
| 20   | 2    | Melissa Williams    | Südafrika          | 7,93  | 5,69  | 8,30  |      |

### Finale
| Rang           | Athletin        | Nation             | Lauf  | Lauf  | Lauf  |
| Rang           | Athletin        | Nation             | 1     | 2     | 3     |
| -------------- | --------------- | ------------------ | ----- | ----- | ----- |
| Goldmedaille   | Sakura Yosozumi | Japan              | 60,09 | 32,20 | 50,04 |
| Silbermedaille | Kokona Hiraki   | Japan              | 58,05 | 59,04 | 5,70  |
| Bronzemedaille | Sky Brown       | Großbritannien     | 47,53 | 47,37 | 56,47 |
| 4              | Misugu Okamoto  | Japan              | 20,68 | 53,58 | 51,99 |
| 5              | Poppy Olsen     | Australien         | 35,20 | 46,04 | 39,28 |
| 6              | Bryce Wettstein | Vereinigte Staaten | 44,50 | 17,96 | 16,21 |
| 7              | Dora Varella    | Brasilien          | 40,42 | 6,18  | 38,54 |
| 8              | Yndiara Asp     | Brasilien          | 37,34 | 7,14  | 7,04  |